# San Martino di Lupari
San Martino di Lupari es una localidad y comune italiana de la provincia de Padua, región de Véneto, con 12.653 habitantes.

## Evolución demográfica
| Gráfica de evolución demográfica de San Martino di Lupari entre 1861 y 2001 |
|                                                                             |
| Fuente ISTAT - elaboración gráfica de Wikipedia                             |